# Slam poetry
Slam poetry (v angličtině poetry slam, z anglického slam – bouchnout, prásknout) je performativní žánr autorské poezie, při kterém básníci předvádějí mluvenou poezii před publikem. Z kulturního hlediska se slam poetry vymyká dřívějšímu obrazu poezie jako elitářské nebo rigidní umělecké formy. Ačkoli se formáty mohou lišit, slamy jsou často hlasité a živé, s účastí publika, povzbuzováním a dramatickým projevem. 
Slam poetry vznikla v Chicagu v roce 1986, kdy se konala první slamová soutěž, jejímž cílem bylo přenést recitály poezie z akademické půdy mezi širší publikum. Za zakladatele žánru je považován americký básník Marc Smith, původním povoláním zedník. Domníval se, že tehdejší básnická scéna je „příliš strukturovaná a zatuchlá“, a tak začal experimentovat – navštěvoval open mic básnická čtení a následně z nich vytvořil slamy zavedením prvku soutěže. 
Při hodnocení slamu se dbá na obsah i formu a přednes. Básníci mohou soutěžit jako jednotlivci nebo v týmech. Hodnocení se obvykle ujímá porota, která je zpravidla vybírána z publika, jindy je vítěz moderátorem určen pouze v závislosti na potlesku publika. 

## Charakteristika žánru Markem Smithem
Marc Smith ve své knize Take the Mic: The Art of Performance Poetry, Slam, and the Spoken Word slam poetry definuje 5 základních stavebních kamenů slam poetry. 
1. Slam je poezie. Nejde o eseje, povídky nebo krátké příběhy. Občas zahrnuje storytelling a rétorický úvod. Je kombinací mnoha forem, ale základem jeho přitažlivosti (a jeho kořenů) je poezie.
2. Slam je performance. Básně jsou prezentovány se stejnou mírou preciznosti a profesionality, kterou můžete nalézt u jakéhokoliv jiného performativního umění. To je jeho základním vymezením v rámci poezie.
3. Slam je soutěž. Soutěž možná není smyslem slam poetry, ale je její základní ingrediencí.
4. Slam je interaktivní. Žádá zpětnou vazbu od publika. Slam činí z publika aktivního partnera ve všem, co dělá.
5. Slam je komunita. Někdy se nazývá rodinou, ačkoliv občas nefunkční, ale je mezinárodní rodinou lidí, kteří chtějí oslavovat poezii i performance.

## Charakteristika v České republice
Pro výslednou podobu slam poetry platí, že performativní přednes autorů hodnotí porota náhodně vybraná z publika (většinou shromážděného v baru) na bodové škále 0-10. Pravidla pro celostátní soutěže v ČR jsou:
1. vlastní text
2. časový limit do tří minut
3. žádné rekvizity

Od stand-up výstupů se liší zapojením básnických prvků, jako je rytmus, rýmování, popřípadě aktivním pohybem po jevišti či sále. Často tak připomíná rap bez hudebního podkresu. Rovněž se nepoužívají žádné rekvizity či kostýmy. Přednášený text může být předem připravený, eventuálně přímo na jevišti čtený, nebo může být báseň tvořena na místě; nicméně obsah výstupu by měl být vždy autorský. Slameři většinou vystupují jednotlivě, například ve Spojených státech ale umělci sdružení do týmů podle domovských měst soutěží o celostátní titul. Řada slamerů vystupuje pod pseudonymy.[zdroj?]
Diváci mohou být vyzváni k interakci, jako je zadání tématu básně či slova, která má vystupující použít a očekávají se divácké reakce na výkon účinkujícího.[zdroj?] Pokud ten dostatečně nezaujme, může být z pódia vypískán, nehledě na literární úroveň přednášeného textu.[zdroj?] Americký slamer Bob Holman nazývá tento neortodoxní plebiscitní princip jako „democratization of verse“, demokratizace verše.[zdroj?]

## Soutěž a hodnocení
Slamové klání hodnotí publikum náhodně rozdanými bodovými kartami na škále od jedné do deseti. Účastníci se rozlosují do pořadí, ve kterém budou vystupovat. Klání je dvoukolové, pořadí vystupujících se v druhém kole obrátí. Je-li akce součástí národního mistrovství, je doba výstupu omezena na tři minuty, za jehož překročení se strhávají udělené body, při exhibičních utkáních bývá limit neomezený. Moderátor (často nesoutěžící slamer) může také vyzvat „černého koně“, odvážlivce z publika, aby se k účinkujícím přidal.[zdroj?]
Mistrovství České republiky ve slam poetry se od roku 2003 koná každoročně.
Pravidla soutěžení se mohou v jednotlivých zemích lišit.

## Slam poetry v České republice
Roku 2003 byl v rámci olomouckého literárního festivalu Poezie bez hranic uspořádán první ročník mistrovství republiky ve slam poetry, jehož iniciátory byli básníci a spisovatelé Jaromír Konečný a Martin Reiner a literární teoretik Miroslav Balaštík. Vítězové regionálních kol se nakonec potkají ve finále, dlouhou dobu konaném v brněnském klubu Fléda. Pokud účinkující získá dva tituly, stává se „doživotním profesionálem“ a soutěžní sekce se již neúčastní.
Mezi držitele mistrovského titulu patří:
- 2003 – Marian Palla[5]
- 2004 – Tomáš Vtípil[5]
- 2005 – Bohdan Bláhovec[6]
- 2006 – Vladimír Vacátko[5]
- 2007, 2010 – Jakub Folvarčný pod uměleckým jménem Jakub Foll[5]
- 2008, 2011 – Jan Jílek[5]
- 2009 – Ondřej Macl[5]
- 2012 – Martin Filippi[6]
- 2013 – Matěj Masařík pod uměleckým jménem Metoděj Constantine[7][8]
- 2014 – Václav Šindelář pod uměleckým jménem Anatol Svahilec
- 2015, 2016 – Jiří Charvát pod uměleckým jménem Rimmer[9]
- 2017 – Filip Koryta pod uměleckým jménem Dr. Filipitch[10]
- 2018 – Ondřej Hrabal
- 2019 – Matěj Klusáček pod uměleckým jménem Pan Fenek[11]
- 2021 – Petr Brožovský pod uměleckým jménem Švéd[12]
- 2022 – Josef Procházka pod uměleckým jménem Strýc Pepin[13]
- 2023 – Martin Malík pod uměleckým jménem Malda[14]
- 2024 – Matěj Plachta pod uměleckým jménem Matěj z kapely Matěj

Mimo to jsou pravidelně pořádána exhibiční vystoupení ve městech po celé České republice či na festivalech, například na Colours of Ostrava, Letní filmové škole Uherské Hradiště či festivalu Pohoda; viz též Poezie bez hranic (Ostrovy bez hranic, Slova bez hranic).
Českou specifikou slamu je hojně zastoupený improvizační proud slam poetry.
Za Mekku českého slamu bývá považována Plzeň. Z mistrů republiky v Plzni svoji slammerskou kariéru rozjížděli Bohdan Bláhovec, Anatol Svahilec, Filip Koryta a Petr Brožovský. Z Plzně pochází první dáma českého slamu Marie Černíková (umělecké jméno Bio Masha), která se v roce 2010 stala v Budapešti vítězkou mezinárodního Tilos Slamu. Z Plzně pochází básník Tomáš T. Kůs, který se věnuje organizaci slamů od roku 2003.
V roce 2024 získal Tomáš T. Kůs a platforma Slampoetry.cz Cenu Magnesia za přínos knižní kultuře, a to za soustavné rozvíjení slam poetry i komunity, která kolem ní vyrostla.
V říjnu 2023 byl slam performován i na půdě Poslanecké sněmovny Parlamentu ČR. Jan Dibitanzl, uměleckým jménem Honza Dibitanzl, zde několikrát vystoupil v průběhu konference Asociace podnikavé Česko.

### Média
V roce 2008 natočila režisérka Zuzana Piussi ve spolupráci s promotérkou a organizátorkou slamů Lenkou Zogatovou dokument Myslím, tedy slam mapující vznik českého slamu a první ročníky republikových mistrovství.

#### Beletrie, poesie
- COLLECTIF L-SLAM. On ne s'excuse de rien!: poésie & slam. Bruxelles: MaelstrÖm reEvolution, [2019], ©2019. 173 s. ISBN 978-2-87505-340-4.
- DR. FILIPITCH a TUKAN. Švagři. 1. vyd. Moravská Ostrava a Přívoz: Bílý Vigvam, [2022]. 77 s. ISBN 978-80-908091-4-7. [Společné dílo trojnásobných mistrů ČR v duoslamu Dr. Filipitcha (Filip Koryta) a Tukana (Robert Netuka). Předmluvu napsal Bob Hýsek, slamovej táta autorů, doslov učinil Míra Balatka, duchapřítomný sokolovský politik a grafickou úpravu měla ve svých šikovných rukou Gabriela Polomíková alias Gábina.]
- HÝSEK, Bob, ed. Deset deka slamu: průřez olomouckou slam poetry. 1. vyd. Olomouc: Univerzita Palackého v Olomouci, 2015. 128 s. Sborník. ISBN 978-80-244-4772-8. [Příloha: série žánrových reportáží a úvah Adama El Chaara.]
- KASSEKERT, Carmen, ed. Ö-Slam 2018. Wien: Löcker, [2019], ©2019. 158 s. Pen; Band 141. ISBN 978-3-85409-966-6.
- KÖHLE, Diana, ed. a MEDUSA, Mieze, ed. Textstrom: Poetry Slam – Slam Poetry. Wien: Edition Aramo, 2006. 179 S. ISBN 3-9502029-2-7. Antologie.
- KONEČNÝ, Jaromír. Herz Slam. Ravensburg: Ravensburger Buchverlag, ©2015. 382 s. ISBN 978-3-473-40131-4.
- KORYTA, Filip, ed. Nejlepší česká slam poetry 2020. 1. vyd. V Hradci Králové: Detour, 2021. 99 s. ISBN 978-80-11-00001-1. [Literární sborník, který obsahuje dvacet textů od dvaceti českých slamerů, které vznikly v covidovém roce 2020. Vzhledem k vládním nařízením roku 2020 se stalo, že mnoho textů, které vznikly v žánru slam poetry, nemohlo být předvedeno před publikem. Proto se autoři slamů (a především pak editor, básník a slamer Filip Koryta, známý i pod jménem Dr. Filipitch, pod nímž často vystupuje i publikuje) rozhodli vydat tento sborník, který chce symbolicky ukončit dlouhou karanténní dobu, kdy nebylo možné uspořádat tradiční živá představení. Název tohoto titulu evokuje nejen sborníky slam poetry z let 2016 či 2017, ale dle slov editora i připomíná řadu „Nejlepší české básně“, která vycházela v brněnském nakladatelství Host, kde byla nedávno ukončena. (Zdroj: Městská knihovna v Praze)]
- MEDUSA, Mieze, ed. a KÖHLE, Markus, ed. Slam, Oida!: 42 Poetry-Slam-Texte und viel Slamwissen aus Österreich. Erste Aufl. Paderborn: Lektora, 2017. 247 s. ISBN 978-3-95461-098-3. [Antologie rakouské slam poetry; 15 lete poetry slam v Rakousku.]
- OŠKRKANÝ, Pavel, ed. Sborník slam poetry 2016. 1. vyd. Brno: [Pavel Oškrkaný], 2016. 108 s. ISBN 978-80-270-0854-4. ISBN 978-80-270-3031-6. [Jan Jílek, Rimmer, Mručivák, Barbora, Pavel Oškrkaný, Jiří Juráň, Zuzana Kantorová, Anatol Svahilec, Ondřej Hrabal, Jan Dibitanzl, Švéd, Adeladla, Lef L’Leviatan, Ellen Makumbirofa, Dr. Filipitch.]
- OŠKRKANÝ, Pavel, ed. Sborník slam poetry 2017. 1. vyd. Brno: [Pavel Oškrkaný], 2017. 127 s. ISBN 978-80-270-3031-6.
- SVAHILEC, Anatol. Motorové sáně. 1. vyd. [Brno]: Nugis Finem Publishing, 2020. 189 s. ISBN 978-80-7614-003-5. [Druhá samostatná kniha z tvorby Anatola Svahilce, významného představitele současné české scény slam poetry. Nejvýraznější tvář české slam poetry už šest let piluje svůj osobitý přístup k tomuto formátu a vehementně brázdí pódia všude, kde mu naslouchají. Po dvou úspěšných sbírkách slamových textů přijíždějí na scénu Motorové sáně. Jeho texty už potřetí ožívají na papíře, tentokrát doplněné o obrazovost ilustracemi Jakuba Novotného. Díky širokému tematickému rozsahu díla v oblastech např. paleontologie, pedagogiky, lesního hospodářství, mytologie, protidrogové prevence či těžkého strojírenství má kniha jasnou ambici nalézt skutečně rozsáhlý a silný čtenářský kádr. (Zdroj: Městská knihovna v Praze)]
- SVAHILEC, Anatol. Přece se to nevyhodí. 1. vyd. [Olomouc]: Nugis Finem Publishing, 2018. 98 s. ISBN 978-80-906685-6-0. [Špalíček veršů a báchorek z imaginativního pera Anatola Svahilce, předního pábitele a životabudiče české slam poetry, obsahuje jeho majstrštyky z let 2016 a 2017, která strávil jak jinak než rozesmíváním posluchačů od Aše po Košice. Motiv cesty se prolíná všemi básněmi, byť jde třeba o putování tetovací jehly po kůži či karambol na eskalátoru. Anatol táhne s ptáky, prchá z Golgoty, ztrácí se v Moskvě, odchází do důchodu, kolonizuje kosmos a vůbec akčně rozvíjí svou jedinečnou migrační poetiku. Ve své nové sbírce je intimnější i angažovanější – brojí v oblasti genderových práv a zasazuje se i na poli vlasových cibulek či samohany. Anatologie Přece se to nevyhodí není žádný laciný recyklát, nýbrž papírový pomník trvalé udržitelnosti svérázného vypravěčství a praštěného humoru. (Zdroj: Městská knihovna v Praze)]
- ŠVÉD. 0 Rh-. V Praze: Hnízdo, 2022. 88 s. ISBN 978-80-905658-3-8. [Výbor z nejúspěšnějších textů jedné z ústředních postav české scény slam poetry. Švéd (vlastním jménem Petr Brožovský) své texty osobitě prezentuje naživo v mnoha klubech a městech po celé ČR, případně v zahraničí. Tento plzeňský advokát a spisovatel je mistrem ČR ve slam poetry za r. 2021 a na svých vystoupeních dokazuje, že titul získal zcela právem, a to i díky místy jadrnému humoru, který prosakuje napříč jeho svéráznými básnickými čísly.(Zdroj: Městská knihovna v Praze)]